# Michajłausk (obwód homelski)
Michajłausk (biał. Міхайлаўск; ros. Михайловск, Michajłowsk) – osiedle na Białorusi, w obwodzie homelskim, w rejonie homelskim, w sielsowiecie Szarpiłauka.
W pobliżu znajduje się jezioro antropogeniczne.